# アスパラギン酸セミアルデヒドデヒドロゲナーゼ
アスパラギン酸セミアルデヒドデヒドロゲナーゼ（aspartate-semialdehyde dehydrogenase）は、原核生物、菌類および高等植物のアミノ酸生合成において重要な酵素である。この酵素は、アスパラギン酸からのリシン、メチオニン、ロイシンおよびイソロイシンの生合成経路において初期の段階で分岐点を形成する。また、この経路ではバクテリアの細胞壁の形成で重要な働きをするジアミノピメリン酸も合成される。
この酵素は次の化学反応を触媒する。
L-アスパラギン酸-4-セミアルデヒド + リン酸 + NADP+ {\displaystyle \rightleftharpoons } L-4-アスパルチルリン酸 + NADPH + H+
反応式の通り、この酵素の基質はL-アスパラギン酸-4-セミアルデヒドとリン酸とNADP+、生成物はL-4-アスパルチルリン酸とNADPHとH+である。
組織名はL-aspartate-4-semialdehyde:NADP+ oxidoreductase (phosphorylating)で、別名にaspartate semialdehyde dehydrogenase, aspartic semialdehyde dehydrogenase, L-aspartate-beta-semialdehyde:NADP+ oxidoreductase (phosphorylating), aspartic β-semialdehyde dehydrogenase, ASA dehydrogenaseがある。